# Bractangara
Bractangara (Melopyrrha latirostris) är en förhistorisk utdöd fågel i familjen tangaror inom ordningen tättingar. Fågeln beskrevs 1985 utifrån subfossila lämningar funna på ön Cayman Brac i Caymanöarna, Västindien.